# Embelia australiana
Embelia australiana là một loài thực vật có hoa trong họ Anh thảo. Loài này được (F.Muell.) Mez mô tả khoa học đầu tiên năm 1902.